# Draconarius cheni
Draconarius cheni là một loài nhện trong họ Amaurobiidae.
Loài này thuộc chi Draconarius. Draconarius cheni được Norman I. Platnick miêu tả năm 1989.